# Shuja-ud-Daula

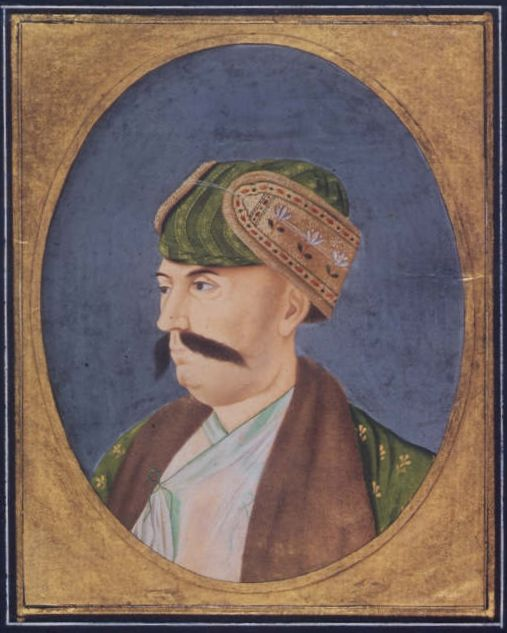
Shuja-ud-Daula

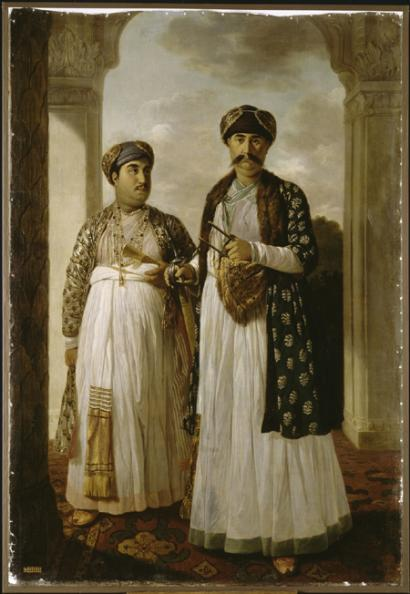
Shuja-ud-Daula (r.) und sein Sohn Asaf-ud-Daula

Shuja-ud-Daula (geb. 19. Januar 1732 in Delhi; gest. 26. Januar 1775 in Faizabad) war seit dem Jahr 1762 der dritte Nawab von Oudh (oder Avadh), einer landwirtschaftlich ertragreichen Provinz des Mogulreiches im Norden des Indischen Subkontinents, und von 1759 bis zu seinem Tod Wesir von Shah Alam II. (reg. 1759–1806) und des politisch und militärisch immer schwächer und unbedeutender gewordenen Mogulreichs in Delhi.

## Aufstieg zur Macht
Shuja-ud-Daula war der Sohn Safdarjungs, des zweiten Nawabs von Oudh (oder Avadh), der im Mogulreich eine bedeutende Position innehatte; seine ca. 2 m große Gestalt beeindruckte viele Zeitgenossen. Shuja vertrieb eine von den Marathen unterstützte Armee Imad ul-Mulks, des Nizam von Hyderabad, der zuvor den Großmoguln Ahmad Shah hatte blenden lassen. Außerdem empfing er im Jahr 1759 Prinz Ali Gauhar, den Sohn Alamgirs II., der fortan (bis 1806) unter den Herrschernamen Shah Alam II. die nominelle Macht in Nordindien innehatte. Zum Dank machte ihn Shah Alam zum Großwesir des Mogulreiches. Beiden zusammen gelang es, den schwachen Mogul Shah Jahan III., einen Enkel Aurangzebs, aus Delhi zu vertreiben.
Bei weiteren kriegerischen Auseinandersetzungen, z. B. in der Dritten Schlacht von Panipat (1761) oder in der – letztlich verlorenen – Schlacht von Buxar (1764), verteidigte Shuja die Interessen seines Dienstherren. Im Vertrag von Allahabad (1765) musste er jedoch Teile von Oudh an die Briten abtreten, die fortan den Norden Indiens dominierten.

## Tod und Nachfolge
Shuja starb im Jahr 1775 in Faizabad; kurz darauf verlegte sein Sohn und Nachfolger Asaf-ud-Daula die Hauptstadt des Fürstenstaats Oudh nach Lakhnau.